# 3 nm
Техпроцесс 3 нм (англ. 3 nm) — технологический процесс в производстве полупроводниковых приборов. 3-нм процесс является следующей ступенью миниатюризации техпроцесса после 5-нанометрового.
По состоянию на 2022 год тайваньский производитель микросхем TSMC планировал запустить в серийное производство 3-нм полупроводниковый узел под названием N3 ко второй половине 2022 года. Усовершенствованный 3-нм процесс производства микросхем под названием N3e может начаться в 2023 году. Южнокорейский производитель микросхем Samsung в начале 2022 года официально ориентировался на те же сроки, что и TSMC, с началом производства 3 нм в первой половине 2022 года с использованием технологии 3GAE и 3-нм техпроцессом 2-го поколения (3GAP), который последует в 2023 году, в то время как, согласно другим источникам 2022 года, 3-нм технологический процесс Samsung дебютирует в 2024 году. В 2022 году американский производитель Intel планировал начать 3-нм производство в 2023 году.
3-нм технологический процесс Samsung основан на технологии GAAFET (gate-all-around field-effect transistor), процесс TSMC использует технологию FinFET (fin field-effect transistor) несмотря на то, что TSMC разработала GAAFET-транзистор. В частности, Samsung планирует использовать свой собственный вариант GAAFET под названием MBCFET (многомостовый полевой транзистор). 3-нм техпроцесс Intel, получивший название «Intel 3», использует усовершенствованную, улучшенную и оптимизированную версию технологии FinFET с увеличенной производительностью изделия на ватт потребляемой мощности, использованием EUV-литографии, увеличением мощности микросхемы и её площади.
Термин «3 нанометра» не имеет отношения к физической характеристике транзисторов (такой, как длина затвора, шаг металлических проводников или шаг затвора). Согласно прогнозам, содержащимся в обновлении Международной плане для устройств и систем на 2021 год, опубликованном Ассоциацией стандартов IEEE Industry Connection, ожидается, что 3-нанометровый узел будет иметь шаг контактного затвора 48 нанометров и максимально плотный шаг металла (минимальное расстояние между двумя горизонтальными соединениями) 24 нанометра. Однако в реальной коммерческой практике «3 нм» используется в основном как маркетинговый термин отдельными производителями микросхем для обозначения нового улучшенного поколения кремниевых полупроводниковых чипов с увеличением плотности транзисторов (то есть большей степени миниатюризации), увеличением скорости и снижением энергопотребления. Более того, нет единого соглашения о том, какие числа считать 3-нм процессом. Обычно производитель ссылается на свой предыдущий технологический узел (в данном случае на 5-нм технологический узел) для сравнения. Например, TSMC заявила, что её 3-нм чипы FinFET снизят энергопотребление на 25–30 % при той же скорости, увеличат скорость на 10–15 % при той же мощности и увеличат плотность транзисторов примерно на 33 % по сравнению с предыдущими 5-нм чипами FinFET. Samsung заявила, что её 3-нм техпроцесс снизит энергопотребление на 45 %, улучшит производительность на 23 % и уменьшит площадь поверхности на 16 % по сравнению с предыдущим 5-нм техпроцессом.
В 3 нм техпроцессе применяется та же EUV, что и в предыдущих, однако уже требует мультипаттернинга.

## История

### Демонстрации исследований и технологий
В 1985 году исследовательская группа Nippon Telegraph and Telephone (NTT) изготовила устройство MOSFET (NMOS) с длиной канала 150 нм и толщиной оксида затвора 2,5 нм. В 1998 году исследовательская группа Advanced Micro Devices (AMD) изготовила устройство MOSFET (NMOS) с каналом длина 50 нм и толщиной оксида 1,3 нм.
В 2003 году исследовательская группа NEC изготовила первые МОП-транзисторы с длиной канала 3 нм, используя процессы PMOS и NMOS. В 2006 году команда из Корейского передового института науки и технологий (KAIST) и Национального центра нанотехнологий разработала многозатворный MOSFET шириной 3 нм, самое маленькое в мире наноэлектронное устройство, основанное на технологии gate-all-around (GAAFET).

### Коммерческое применение
В конце 2016 года TSMC объявила о планах строительства завода по производству полупроводниковых узлов 5 нм-3 нм с совместными инвестициями в размере около 15,7 млрд долларов США.
В 2017 году TSMC объявила о начале строительства завода по производству полупроводников 3 нм в научном парке Тайнань на Тайване. TSMC планирует начать массовое производство 3-нм технологического узла в 2023.
В начале 2018 года ИМЕК (бельгийский Межвузовский центр микроэлектроники) и компания Cadence заявили, что они подготовили дизайны для 3-нм тестовых чипов с использованием экстремальной ультрафиолетовой (EUV) и 193-нм иммерсионной литографии.
В начале 2019 года Samsung представила планы по производству 3-нм GAAFET в 2021 году, намереваясь использовать собственную структуру нанолистовых транзисторов MBCFET и обеспечивая увеличение производительности на 35 %, снижение мощности на 50 % и уменьшение площади на 45 % по сравнению с 7 нм. Дорожная карта Samsung по производству полупроводников также включала продукты с 8, 7, 6, 5 и 4-нм процессами.
В декабре 2019 года Intel объявила о планах по производству 3 нм в 2025 году.
В январе 2020 года Samsung объявила о производстве первого в мире прототипа 3-нм GAAFET-процесса и заявила, что планирует массовое производство в 2021 году.
В августе 2020 года TSMC объявила подробности своего 3-нм процесса N3, который является скорее обновлением 5-нм процесса N5. N3 должен обеспечить на 10-15 % (1,10-1,15×) увеличение производительности или на 25-35 % (1,25-1,35×) снижение энергопотребления при увеличении плотности логики в 1,7 раза.
В июне 2022 года на технологическом симпозиуме компания TSMC поделилась подробностями своего технологического процесса N3E, запланированного к массовому производству в 2023 H2 и позволяющего: увеличить плотность логических транзисторов в 1,6 раза, физических транзисторов в 1,3 раза, увеличить производительность на 10-15 % при заявленной мощности или снизить потребление на 30-35 % при той же производительности по сравнению с TSMC N5 v1.0. Заявлена технология FinFLEX, позволяющая смешивать библиотеки с разной высотой дорожки внутри блока. TSMC также представила новые разновидности 3-нм-технологических процессов: высокоплотный вариант N3S, высокопроизводительные варианты N3P и N3X, а также N3RF для радиочастотных приложений.
В июне 2022 года Samsung начала пробное производство маломощного высокопроизводительного чипа с использованием 3-нм технологического процесса с архитектурой GAA. Согласно отраслевым источникам, Qualcomm зарезервировала часть производственных мощностей 3 нм у Samsung.
25 июля 2022 года Samsung отпраздновала первую поставку 3-нм универсальных чипов для китайской компании по добыче криптовалют PanSemi. Было показано, что недавно введенный 3-нм техпроцесс MBCFET обеспечивает на 16 % более высокую плотность транзисторов, на 23 % более высокую производительность или на 45 % меньшую потребляемую мощность по сравнению с неназванным 5-нм техпроцессом. Цели 3-нм техпроцесса второго поколения включают увеличение плотности транзисторов на 35 %, дальнейшее снижение потребляемой мощности до 50 % или повышение производительности на 30 %.
12 сентября 2023 года компания Apple заявила об использовании 3-нм мобильных процессоров Apple A17 Pro, содержащих 19 миллиардов транзисторов в титановых iPhone 15 Pro.

## 3-нм технологические процессы на рынке
|                                  | Samsung                                                        | Samsung            | TSMC                                                                                             | TSMC                                                   | TSMC                        | Intel                                          |
| -------------------------------- | -------------------------------------------------------------- | ------------------ | ------------------------------------------------------------------------------------------------ | ------------------------------------------------------ | --------------------------- | ---------------------------------------------- |
| Название процесса                | 3GAE                                                           | 3GAP               | N3                                                                                               | N3E                                                    | N3P                         | 3                                              |
| Тип транзисторов                 | MBCFET                                                         | MBCFET             | FinFET                                                                                           | FinFET                                                 | FinFET                      | FinFET                                         |
| Плотность транзисторов (Mтр/мм2) | 202,85, 150                                                    | 195                | 314,73, 220                                                                                      | 180                                                    | Неизвестно                  | Неизвестно                                     |
| Размер ячейки SDRAM (мкм2)       | Неизвестно                                                     | Неизвестно         | Неизвестно                                                                                       | Неизвестно                                             | Неизвестно                  | Неизвестно                                     |
| Шаг затвора транзистора (нм)     | 40                                                             | Неизвестно         | 45                                                                                               | Неизвестно                                             | Неизвестно                  | Неизвестно                                     |
| Шаг межсоединения (нм)           | 32                                                             | Неизвестно         | 22                                                                                               | Неизвестно                                             | Неизвестно                  | Неизвестно                                     |
| Статус производства              | 2022: опытное производство, 2022: производство, 2022: отгрузка | 2023: производство | 2021: опытное производство, 2 половина 2022: производство, 1 квартал 2023: коммерческая отгрузка | 2023: производство (4 квартал — массовое производство) | 2024: запуск в производство | 2023: опытное производство, 2024: производство |